# Xavier Anchetti
Xavier Anchetti (Ucciani, 22 marzo 1866 – ...) è stato uno schermidore francese.
Partecipò ai Giochi della II Olimpiade di Parigi nelle gare di fioretto per maestri, dove fu eliminato ai ripescaggi, di spada per maestri, dove fu eliminato al primo turno, e di sciabola per maestri, dove arrivò sesto.